# حسن دردير
حسن دردير (15 نوفمبر 1938 - 29 أبريل 2021)، ممثل سعودي اشتهر بشخصية مشقاص.

## عن حياته
شارك وهو طالب في المدرسة عام 1947م بالعمل في المسرح المدرسي، وبعد انتهائه من الدراسة وعمله بوظيفة في الجمارك بمدينة (جدة)، لعبت الصدفة دور في دخوله المجال الفني حيث إلتقى (خالد زارع) عام 1960م، ليشارك في عدد من الأعمال لكن كانت نقطة انطلاقه الحقيقية حين أدى شخصية (مشقاص) بمسلسل (محلات مشقاص للخدمات العامة)، من أبرز أعماله أيضاً (الأصيل، نقطة ضعف) ،كما قدم برنامج المسابقات فوازير رمضان للصغار.

## من أعماله

### المسلسلات
- تحفة ومشقاص في كفر البلاص
- الأصيل
- في فندق المفاجئات
- عمارة العجائب في تونس
- أغاني في بحر الأماني
- محلات مشقاص للخدمات العامة
- العيادة

### المسرحيات
- أنا أخوك أمين

### الأفلام
- تأنيب الضمير

## وفاته
توفي يوم الخميس 17 رمضان 1442هـ الموافق 29 أبريل 2021م عن عمر ناهز 83 عامًا.

## روابط خارجية
- حسن دردير على موقع قاعدة بيانات الأفلام العربية